# Alphonse Mayr de Baldegg
Alphonse Mayr de Baldegg, né le 15 juin 1789 à Lucerne (Suisse) et décédé le 3 octobre 1875 à Saint-Marcellin (Isère), est un général suisse d'une famille patricienne lucernoise, au service de la France.

## Biographie
Il est le fils de Karl Mayr de Baldegg, bailli et président de tribunal, et d'Elisabeth Schwytzer von Buonas. Il se marie le 26 octobre 1827 avec Françoise Brenier de Montmorand, fille du général Antoine-François Brenier de Montmorand. Il fait son gymnase à Lucerne. Officier au service de France, il participa aux campagnes d'Espagne (1803-1814 et 1823). Il est fait officier de l'état-major général en 1812, fut nommé chevalier de la Légion d'honneur, le 25 novembre 1813, puis général de brigade en 1845. Il a été le commandant de l'école de guerre de La Flèche de 1845 à 1848 et de l'école d'état-major général à Paris de 1848 à 1851.

## Distinctions et décorations
- Commandeur de la Légion d'honneur (1813)
- Chevalier de l'ordre royal et militaire de Saint-Louis (1822)
- Grand-croix de l'ordre de Saint-Ferdinand et du Mérite (1823)
- Commandeur de l'ordre d'Isabelle la Catholique